# Göyçay
Göyçay, Goychay (magyarul: Gojcsaj, oroszul: Геокчай) város és önkormányzat, az azerbajdzsáni Göyçayi járás fővárosa, mely magában foglalja Göyçay városát és a közeli Qızılqaya falut is.

## Fekvése
Xanabadtól keletre, a Goychay-folyó mellett fekvő település.

## Története
Göyçay története az 1850-es évek végére nyúlik vissza, mivel 1859-ben nagy egy földrengés következtében elpusztult, ezt követően hivatalosan csak 1916-ban jegyezték fel ismét.
A szovjet korszakban a város neve  orosz kiejtéssel Geokchayként volt ismert.
A városon átvezető M4-es autópálya Goychay-folyón átívelő hidja 2018. június 2-án összeomlott.

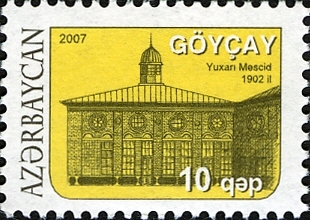
Bélyeg Göyçayról